# Kolut
Kolut (en serbe cyrillique : Колут ; en hongrois Küllőd) est une localité de Serbie située dans la province autonome de Voïvodine et sur le territoire de la ville de Sombor, district de Bačka occidentale. elle comptait 1 327 habitants.
Kolut est officiellement classé parmi les villages de Serbie.

## Histoire
Le village de Kolut est mentionné pour la première fois en 1261 sous le nom de Kulod. Il est mentionné une nouvelle fois en 1330 sous le nom de Kulund puis, plusieurs fois, sous le nom de Bel-Kulund. Pendant la période ottomane (XVIe et XVIIe siècles), le village était peuplé de Serbes. Au XVIIIe siècle, des Allemands et des Hongrois virent s'y installer. Après la Seconde Guerre mondiale, 436 familles croates, venues de la Lika et des Gorski Kotar vinrent à leur tour s'y établir.

## Démographie

### Évolution historique de la population
| 1948  | 1953  | 1961  | 1971  | 1981  | 1991  | 2002  | 2011  |
| ----- | ----- | ----- | ----- | ----- | ----- | ----- | ----- |
| 2 927 | 2 877 | 2 597 | 2 148 | 1 886 | 1 710 | 1 710 | 1 327 |

|  |